# The Wind Cries Mary
The Wind Cries Mary è il terzo singolo della band britannico americana The Jimi Hendrix Experience, pubblicato nel 1967.

## Il brano
Il brano venne scritto e composto da Hendrix negli studi della De Lane Lea Studios di Londra nel febbraio del 1967. Il pezzo venne registrato dopo Fire in circa 20 minuti. The Wind Cries Mary è una traccia in Fa maggiore e l'assolo di chitarra nella scala pentatonica del Fa maggiore. Questa scelta pare sia dovuta a un'opera di Curtis Mayfield, dalla quale Hendrix prese ispirazione. Il brano secondo alcuni è dedicato alla ragazza di Hendrix, Kathy Mary Etchingham, mentre secondo altri la canzone si riferisce alla marijuana, chiamata "Mary Jane".

## Pubblicazione
La pubblicazione del singolo avvenne il 5 maggio 1967, nel Regno Unito e nel resto d'Europa, accompagnato dalla B-Side Highway Chile, brano registrato il mese prima negli Olympic Studios di Londra. Musicalmente il pezzo venne definito come un miscuglio di funk su un modello di blues, lo stile strano ed inconfondibile di Hendrix. Nel libro Jimi Hendrix: Gypsy Eyes, la canzone venne descritta come la storia che racconta il perseguimento del sogno americano, infatti Matthew Greenwold di AllMusic sostiene che il pezzo non sia altro che un'autobiografia che Hendrix stava scrivendo su sé stesso, della sua vita come musicista e di come stava cercando di creare una sua visione e stile musicale.
Nel Regno Unito la Track Records pubblico il singolo con una copertina dove vi era una foto che raffigurava tutti i componenti della band. Nel resto d'Europa fu la Polydor Records ad occuparsi della pubblicazione, utilizzando come copertina una foto raffigurante solo Hendrix.
Negli Stati Uniti d'America la pubblicazione del singolo avvenne nel giugno dello stesso anno, però questa volta il brano The Wind Cries Mary faceva da B-side di Purple Haze. Il singolo ottiene un buon risultato raggiunse il 6º posto nella classifica britannica al suo esordio.

## Riconoscimenti
Nel 2003 la rivista statunitense Rolling Stone colloca il brano The Wind Cries Mary al 370º posto della sua celebre classifica dei migliori brani musicali di tutti i tempi, "The 500 Greatest Songs of All Time". 

## Tracce
Lato A
- The Wind Cries Mary - 3:20

Lato B
- Highway Chile - 3:32

## Formazione
- Jimi Hendrix - voce e chitarra;
- Noel Redding - basso;
- Mitch Mitchell - batteria;

## Cover
Il brano fu ripreso da diversi artisti e band tra cui:
- I Diabolici nel 1968, il gruppo realizzò una versione in lingua italiana della canzone, con il titolo Qualcuno forse piangerà;[1]
- Chicco Piani nel 68, realizzò una versione in lingua inglese della canzone, 45 RPM - N.M.C. Music Ltd 1968
- Giorgia nell'album del 1993, Natural Woman (Live in Rome);
- Popa Chubby nell'album del 1998, Brooklyn Basement Blues;
- John Mayer nell'album del 2002, No Such Thing;
- Jamie Cullum nell'album del 2003, Twentysomething;
- Seal nell'album del 2009, The Rare Collection

## Riferimenti in altri media
Il brano verrà poi inserito nella tracklist del videogioco Guitar Hero World Tour. Infine nel 2009 viene inserito nella colonna sonora del film I Love Radio Rock.